# Love Yourself: Her
Love Yourself 承 'Her' (estilizado como LOVE YOURSELF 承 'Her') es el quinto EP del grupo surcoreano BTS. Fue publicado el 18 de septiembre de 2017 por el sello Big Hit Entertainment en cuatro versiones —L, O, V y E— con un total de nueve canciones. Incluye «DNA» como su sencillo principal, además de dos pistas ocultas que sólo están disponibles en el álbum físico.

## Antecedentes
Love Yourself 承 'Her' es el primer álbum en ser publicado desde que BTS reveló su nueva "identidad de marca" el 4 de julio de 2017, completando con un nuevo logo más simple y un nombre en inglés alternativo, "Beyond The Scene". La publicidad para la era "Love Yourself" comenzó el 10 de agosto con una serie de pósteres que mostraban un conjunto de cortometrajes dramáticos, los cuales fueron publicados a lo largo de cuatro días comenzando el 15 de agosto. El 21 de agosto de 2017, se reveló que BTS estaba trabajando en un nuevo EP el cual sería publicado el 18 de septiembre, lo cual fue luego confirmado por Big Hit Entertainment. Antes del lanzamiento, el álbum parecía el tener historias sobre "adultos jóvenes que se enamoran". El 4 de septiembre, BTS publicó un tráiler para su comeback presentando «Serendipity», la intro del álbum, grabado en solitario por Jimin, la "relajada canción urbana" fue observada por sus "místicas vocales y letras características". Dos días después, Big Hit publicó las fotos conceptuales para las cuatro versiones del álbum, en la cuenta de Twitter oficial de la discográfica. La lista de canciones del álbum fue publicada el 12 de septiembre, y dos tráileres del sencillo principal «DNA» fueron publicados el 14 y 15 de septiembre.
BTS atendió una conferencia de prensa el 18 de septiembre de 2017, tres horas antes del lanzamiento oficial del álbum, al igual que una transmisión en vivo en la aplicación de V LIVE luego del lanzamiento. También presentaron un show del comeback en Mnet, el 21 de septiembre, el cual también fue transmitido simultáneamente en plataformas de vídeo y servicios de VOD como Mnet Japan, en Japón, iflix en Malasia, Sri Lanka, Indonesia, Vietnam, Tailandia, Filipinas, Birmania y Brunéi,, Toggle en Singapur, iQiyi en Taiwán, y Mwave, Joox, YouTube, Viki y Mnet Smart internacionalmente. El programa "habló sobre las historias detrás de la creación del nuevo álbum, la historia detrás de la creación del grupo e historias sobre los siete miembros." Su primer comeback en el escenario fue el 21 de septiembre en M Countdown, y su presentación en Music Bank fue el 22 de septiembre por KBS 2TV.

## Recepción

### Recibimiento comercial
Durante el período del 25 al 31 de agosto, LOEN Entertainment, responsable de la distribución de los lanzamientos físicos de BTS, alcanzó un total de 1,051,546 precompras del álbum. Esto hizo a BTS el primer grupo de K-pop en alcanzar más de un millón de preventas. El álbum encabezó la lista Top Albums Chart de iTunes en 73 países el primer día de su lanzamiento, incluyendo Estados Unidos, Reino Unido, Alemania, Australia, Canadá, Hong Kong, Malasia y Japón – el resultado más alto alcanzado por un artista de K-pop. Además, su sencillo principal «DNA» también encabezó la Top Song Chart de iTunes en 29 países.
El videoclip de «DNA» rompió el récord al video de K-pop en llegar más rápido a las diez millones de visitas, ocho horas después de su lanzamiento. A las 24 horas de su lanzamiento, el videoclip de «DNA» había alcanzado las 20.9 millones de visitas, convirtiéndose en el primer videoclip de un grupo de K-pop en alcanzar las 20 millones de visitas en menos de 24 horas.
Love Yourself 承 'Her' debutó en el puesto siete en la lista estadounidense Billboard 200, convirtiéndose en el álbum de K-pop con posición más alta en la lista y con más ventas en la semana de su lanzamiento. Consiguió un total de 31 000 ventas, de las cuales 18 000 pertenecen únicamente a ventas físicas. Esto convirtió a BTS en el primer artista asiático en siete años en debutar en el top diez de la lista, sobrepasando el récord marcado por el cantante filipino Charice con su álbum americano debut, Charice, el cual debutó octavo en 2010.

## Lista de canciones
| N.º   | Título                                | Escritor(es)                                                                                                | Productor(es)               | Duración |  |
| 1.    | «Intro: Serendipity»                  | "hitman" bang, Slow Rabbit, RM, Ray Michael Djan Jr, Ashton Foster                                          | Slow Rabbit                 | 2:19     |  |
| 2.    | «DNA»                                 | Pdogg, "hitman" bang, Kass, Supreme Boi, Suga, RM                                                           | Pdogg                       | 3:43     |  |
| 3.    | «Best of Me» (con The Chainsmokers)   | Andrew Taggart, Pdogg, Suga, J-Hope, "hitman" bang, Ray Michael Djan Jr, Ashton Foster, Adora, Sam Klempner | Andrew Taggart, Pdogg       | 3:46     |  |
| 4.    | «Dimple» (보조개; Bojogae)            | Matthew Tishler, Allison Kaplan, RM                                                                         | Matthew Tishler, Crash Cove | 3:16     |  |
| 5.    | «Pied Piper»                          | Jinbo, "hitman" bang, RM, Suga, J-Hope, Pdogg, Kass                                                         | Pdogg                       | 4:05     |  |
| 6.    | «Skit: Billboard Music Awards Speech» | | Pdogg                       | 1:43     |  |
| 7.    | «MIC Drop»                            | Pdogg, "hitman" bang, J-Hope, RM, Supreme Boi                                                               |                             | 3:57     |  |
| 8.    | «Go Go» (고민보다 Go; Gominboda Go)   | "hitman" bang, Supreme Boi, Pdogg                                                                           | Pdogg                       | 3:55     |  |
| 9.    | «Outro: Her»                          | Suga, Slow Rabbit, RM, J-Hope                                                                               | Suga, Slow Rabbit           | 3:49     |  |
| 30:33 |                                       | |                             |          |  |

| Edición física |                                                                                    |                               |                      |          |  |
| N.º            | Título                                                                             | Escritor(es)                  | Productor(es)        | Duración |  |
| 10.            | «Skit: Hesitation and Fear» (Skit: 망설임과 두려움; Skit: Mangseol-imgwa Dulyeoum) |                               | "hitman" bang, Pdogg | 8:32     |  |
| 11.            | «Sea» (바다; Bada)                                                                 | RM, Slow Rabbit, Suga, J-Hope | RM                   | 5:15     |  |
| 44:20          |                                                                                    |                               |                      |          |  |

## Posicionamiento en listas
| Lista (2017)                                  | Mejor posición |
| --------------------------------------------- | -------------- |
| Argentina (CAPIF)                             | 3              |
| Australia (ARIA)                              | 8              |
| Austria (Ö3 Austria)                          | 17             |
| Alemania (Offizielle Top 100)                 | 57             |
| Bélgica (Ultratop 40 Flandes)                 | 18             |
| Bélgica (Ultratop 40 Valonia)                 | 51             |
| Canadá (Canadian Albums)                      | 3              |
| Corea del Sur (Gaon Album Chart)              | 1              |
| Dinamarca (Hitlisten)                         | 34             |
| Escocia (OCC)                                 | 17             |
| España (Promusicae)                           | 33             |
| Estados Unidos (Billboard 200)                | 7              |
| Estados Unidos (Billboard Independent Albums) | 3              |
| Estados Unidos (Billboard World Albums)       | 1              |
| Estados Unidos (Top Album Sales)              | 6              |
| Finlandia (Suomen virallinen lista)           | 11             |
| Francia (SNEP)                                | 83             |
| Hungría (MAHASZ)                              | 10             |
| Irlanda (IRMA)                                | 19             |
| Italia (FIMI)                                 | 56             |
| Japón (Billboard Japan Hot Albums)            | 4              |
| Japón (Oricon)                                | 1              |
| Japón (Oricon Digital Albums)                 | 1              |
| México (AMPROFON)                             | 22             |
| Noruega (VG-lista)                            | 16             |
| Nueva Zelanda (RMNZ)                          | 9              |
| Países Bajos (MegaCharts)                     | 19             |
| Reino Unido (OCC)                             | 14             |
| Suecia (Sverigetopplistan)                    | 13             |
| Suiza (Schweizer Hitparade)                   | 26             |

| Lista (2017)         | Mejor posición |
| -------------------- | -------------- |
| Corea del Sur (Gaon) | 1              |
| Japón (Oricon)       | 1              |

| Lista                                         | Mejor posición |      |      |      |      |      |      |      |      |
| 2017                                          | 2017           | 2017 | 2017 | 2017 | 2017 | 2017 | 2017 | 2017 | 2017 |
| --------------------------------------------- | -------------- | ---- | ---- | ---- | ---- | ---- | ---- | ---- | ---- |
| Corea del Sur (Gaon Album Chart)              | 1              |      |      |      |      |      |      |      |      |
| Estados Unidos (Billboard Independent Albums) | 32             |      |      |      |      |      |      |      |      |
| Estados Unidos (Billboard World Albums)       | 2              |      |      |      |      |      |      |      |      |
| Japón (Oricon)                                | 48             |      |      |      |      |      |      |      |      |
| 2018                                          |                |      |      |      |      |      |      |      |      |
| Corea del Sur (Gaon Album Chart)              | 11             |      |      |      |      |      |      |      |      |
| Estados Unidos (Billboard 200)                | 150            |      |      |      |      |      |      |      |      |
| Estados Unidos (Billboard Independent Albums) | 9              |      |      |      |      |      |      |      |      |
| Estados Unidos (Billboard World Albums)       | 3              |      |      |      |      |      |      |      |      |
| México (AMPROFON)                             | 59             |      |      |      |      |      |      |      |      |
| 2019                                          |                |      |      |      |      |      |      |      |      |
| Corea del Sur (Gaon Album Chart)              | 13             |      |      |      |      |      |      |      |      |
| Hungría (MAHASZ)                              | 35             |      |      |      |      |      |      |      |      |
| Estados Unidos (Billboard Independent Albums) | 17             |      |      |      |      |      |      |      |      |
| Estados Unidos (Billboard World Albums)       | 8              |      |      |      |      |      |      |      |      |

## Certificaciones
| País        | Organismo certificador | Certificación | Ventas certificadas |
| ----------- | ---------------------- | ------------- | ------------------- |
| Reino Unido | BPI                    | Plata         | 60 000              |

### Ventas
| País                 | Ventas    |
| -------------------- | --------- |
| Corea del Sur (Gaon) | 2 196 464 |
| Estados Unidos       | 96 000    |
| Japón                | 88 664    |

## Reconocimientos
| Publicación       | Lista                                   | Posición | Ref.   |
| ----------------- | --------------------------------------- | -------- | ------ |
| Affinity Magazine | Top 10 mejores álbumes de K-Pop de 2017 | 8        | [ 78 ] |
| Bandwagon         | Los mejores álbumes de 2017             | —        | [ 79 ] |
| Billboard         | Los 20 mejores álbumes de K-pop de 2017 | 3        | [ 80 ] |
| Interpark         | Mejores álbumes de 2017                 | 3        | [ 81 ] |
| SBS               | Mejores álbumes de 2017                 | 3        | [ 82 ] |

| Año  | Ceremonia               | Premio          | Resultado | Ref           |
| ---- | ----------------------- | --------------- | --------- | ------------- |
| 2017 | Mnet Asian Music Awards | Álbum del año   | Nominado  | [ 83 ] [ 84 ] |
| 2018 | Golden Disc Awards      | Álbum / Bonsang | Ganador   | [ 85 ]        |
| 2018 | Golden Disc Awards      | Álbum / Daesang | Ganador   | [ 85 ]        |
| 2018 | Korean Music Awards     | Mejor álbum pop | Nominado  | [ 86 ]        |

## Historial de lanzamientos
| País           | Fecha                    | Formato                         | Distribuidora            |
| -------------- | ------------------------ | ------------------------------- | ------------------------ |
| Corea del Sur  | 18 de septiembre de 2017 | CD, descarga digital, streaming | Big Hit, LOEN            |
| Estados Unidos | 18 de septiembre de 2017 | CD, descarga digital, streaming | Big Hit, LOEN            |
| Japón          | 18 de septiembre de 2017 | CD, descarga digital, streaming | Big Hit, LOEN, Universal |
| Varios         | 18 de septiembre de 2017 | CD, descarga digital, streaming | Big Hit                  |